# Partidul Liberal al Canadei
Partidul Liberal al Canadei (în engleză Liberal Party of Canada; în franceză Parti Libéral du Canada) este cel mai vechi și cel mai mare partid politic din Canada. Principiile sale sunt înrădăcinate în liberalism și este considerat un partid de centru-stânga în spectrul politic canadian, deși are și tendințe de centru, fiind denumit uneori o „partidă care prinde toate”.
Partidul a deținut de mult timp în politica națională canadiană, conducând guvernul național timp de aproape 69 de ani de-a lungul secolului al XX-lea - mai mult decât orice partid dintr-o țară dezvoltată - și, prin urmare, mulți îi descriu pe liberali drept „partidul natural al guvernării”. Multe dintre marile politici implementate și apărate de liberali au fost crearea unui sistem național de sănătate, serviciul de asigurări sociale, Planul de pensii al Canadei, recunoașterea a două limbi oficiale în țară, apărarea multiculturalismului, repatrierea Constituție (inclusiv Carta Canadiană a Drepturilor și Libertăților și Actul Clarității) și recunoașterea căsătoriei între persoane de același sex.
La începutul secolului XXI, liberalii au început să-și piardă o mare parte din forța electorală în favoarea Partidului Conservator, precum și în favoarea Noului Partid Democrat, atingând punctul cel mai scăzut la alegerile din 2011, în care, pentru prima timp în istorie, a devenit al treilea partid al țării, cu doar 19% din voturi. În 2015, partidul a surprins, revenind la marile rezultate din trecut, câștigând alegerile cu aproape 40% din voturi și recuperând majoritatea absolută în parlament, iar astfel revenind la guvernare, 9 ani, sub conducerea lui Justin Trudeau, fiul liderului istoric liberal Pierre Trudeau.